# Sa oghe de su entu e de su mare
Sa oghe de su entu e de su mare  è un album della cantante Marisa Sannia pubblicato nel 1993 dalla Tekno Record. L'album è interamente in lingua sarda basato sui testi del poeta sardo Antioco Casula conosciuto come Montanaru e di Francesco Masala e Marisa Sannia.

## Tracce
1. It èst sa poesia (Cos'è la poesia) (Francesco Masala, Marisa Sannia)
2. Istasera un'organittu (Serenata d'inverno) (F. Masala, M. Sannia)
3. Èst una notte 'e luna (Notte di luna) (F. Masala, M. Sannia)
4. Tocca, barchitta mia! (Barchetta) (F. Masala, M. Sannia)
5. Ninna nanna de anton'istene (Ninna nanna) (F. Masala, M. Sannia)
6. Baju isteddadu (Ballo stellato) (F. Masala, M. Sannia)
7. Bides tue su mare (Lo vedi il mare) (F. Masala, M. Sannia)
8. Ninna nanna a cantare (Ninna nanna da cantare) (F. Masala, M. Sannia)
9. A una piseddu (A un ragazzino) (F. Masala, M. Sannia)
10. Ierru (Inverno) (F. Masala, M. Sannia)
11. Sa morte 'e silighe (La morte dell'elce) (F. Masala, M. Sannia)